# Longicoelotes senkakuensis
Longicoelotes senkakuensis är en spindelart som först beskrevs av Matsuei Shimojana 2000.  Longicoelotes senkakuensis ingår i släktet Longicoelotes och familjen mörkerspindlar. Inga underarter finns listade i Catalogue of Life.